# 上海科学节能展示馆

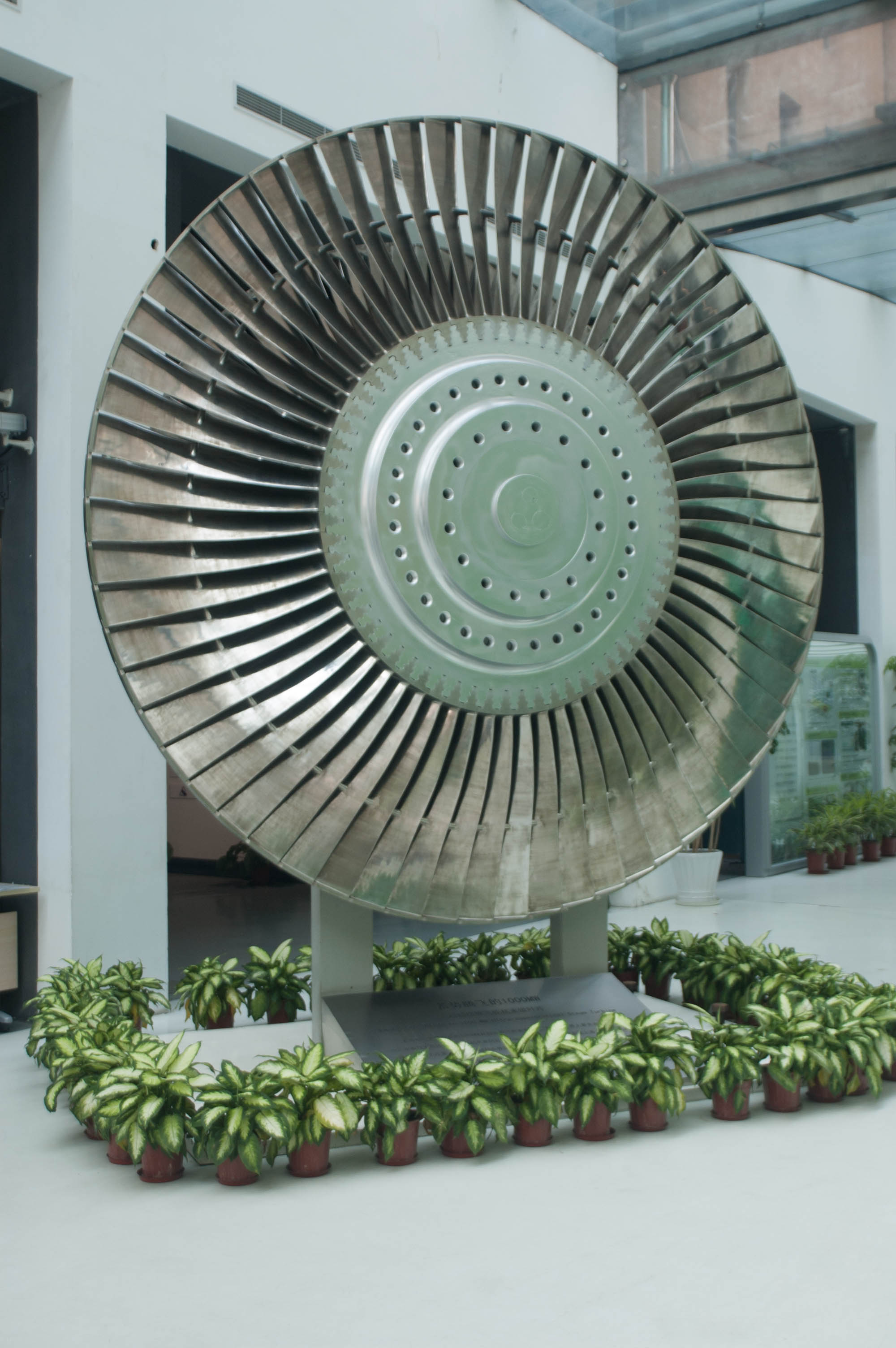
上海科学界能展示馆-蓄势腾飞

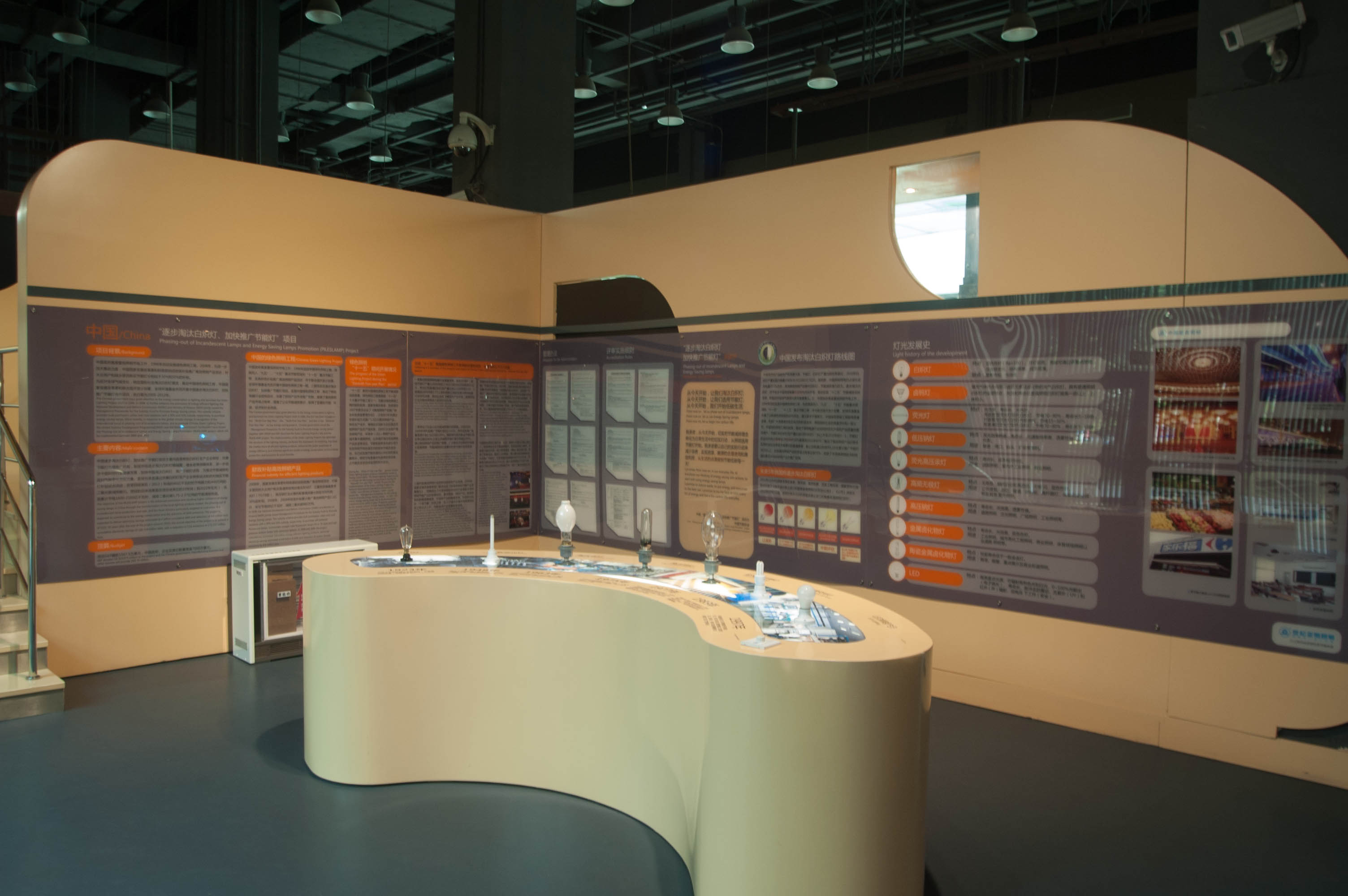
上海科学界能展示馆-灯光发展

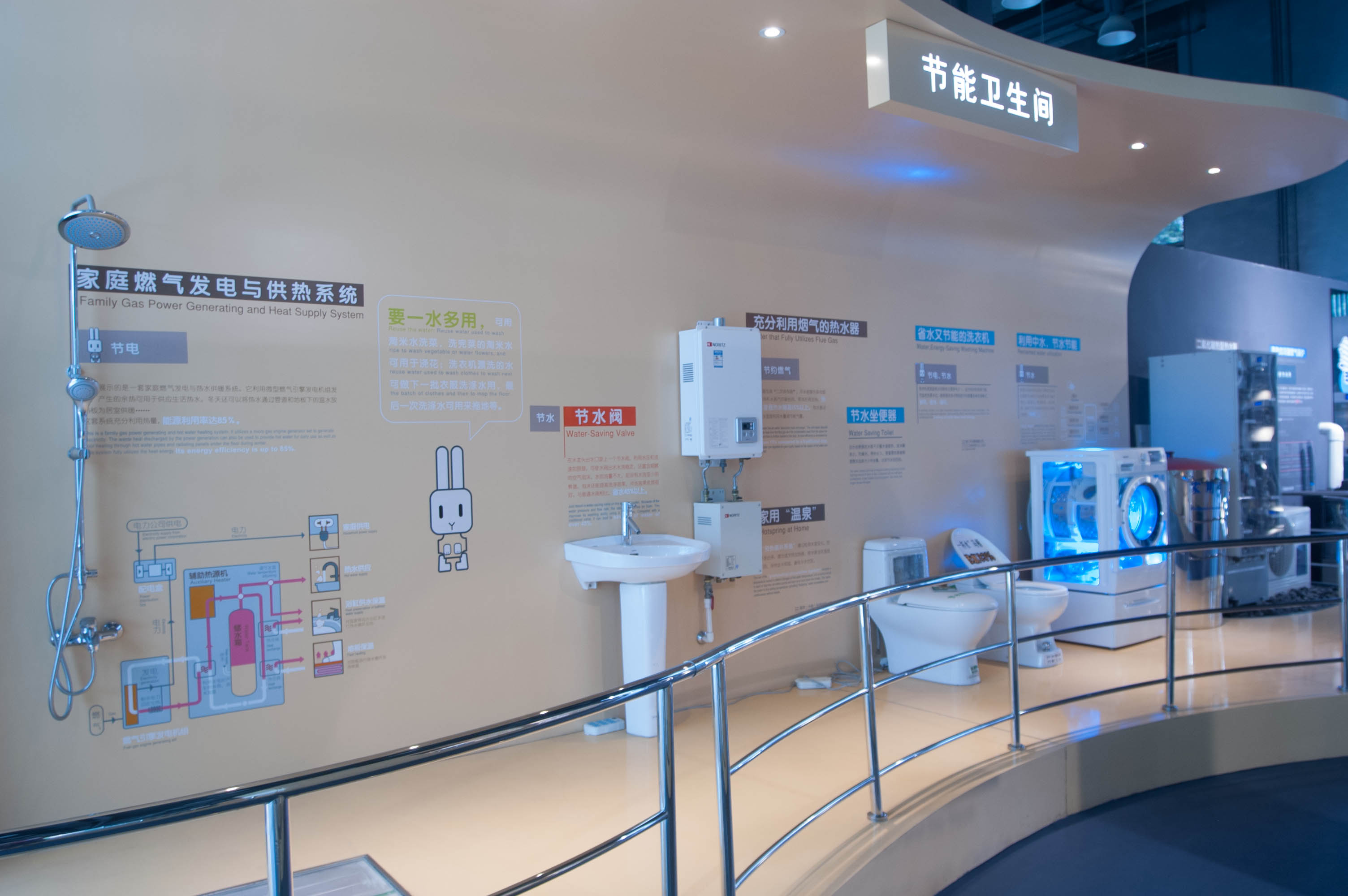
上海科学界能展示馆-节能卫生间

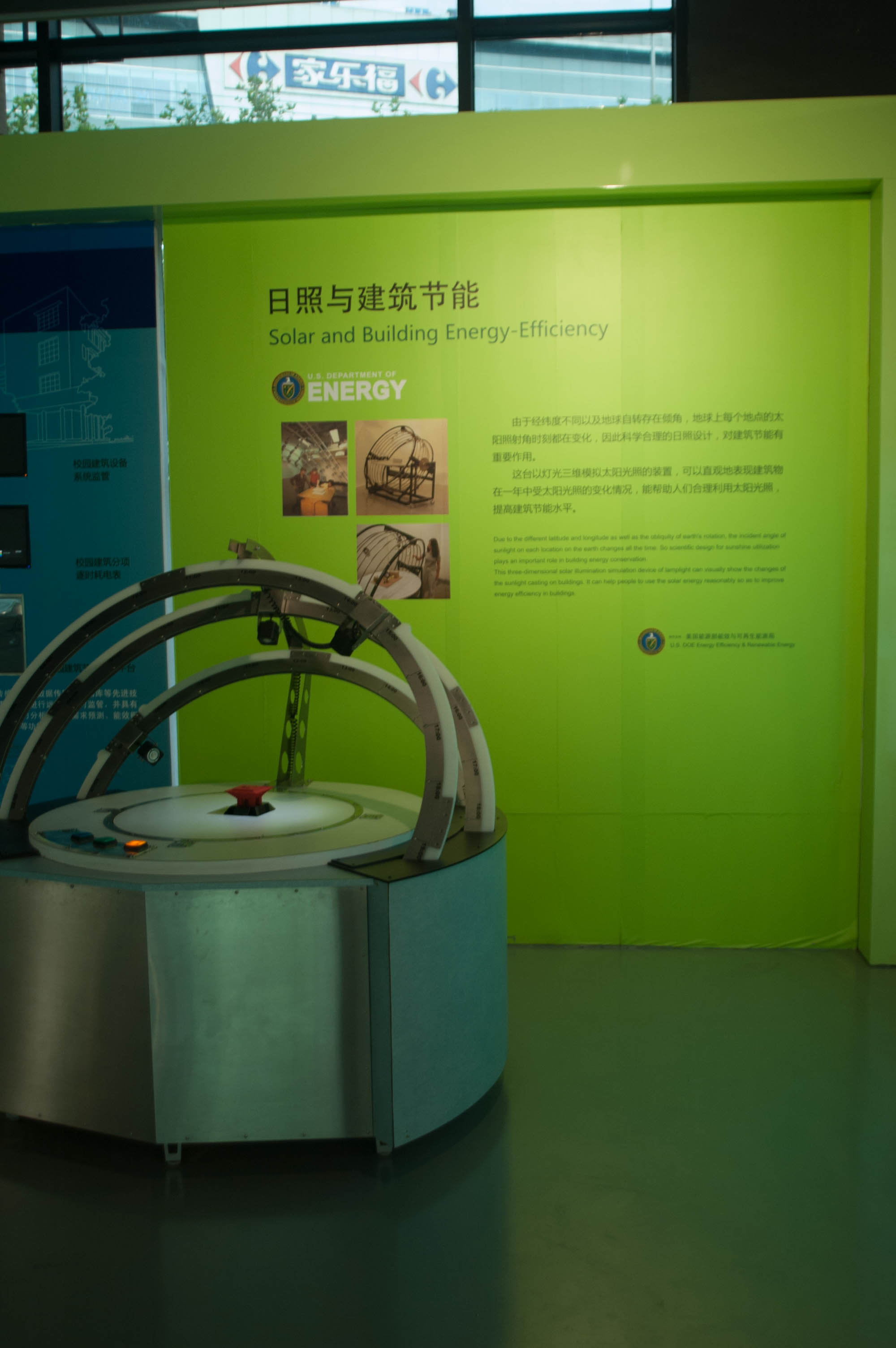
上海科学界能展示馆-日照与建筑节能

上海科学节能展示馆于2009年12月26日开馆，位于中華人民共和國上海市虹口区花园坊节能环保产业园内，占地3450平方米。前生是2006年在制造局路27号的上海科学节能展示厅。